# Bacelarella fradei
Bacelarella fradei är en spindelart som beskrevs av Berland, Millot 1941. Bacelarella fradei ingår i släktet Bacelarella och familjen hoppspindlar. Inga underarter finns listade.